# قائمة منتجات سوني إريكسون
التالي هي قائمة منتجات جزئية مصنعة تحت العلامة التجارية: سوني إريكسون. قد تم إطلاق العديد من الموديلات تحت أسماء متعددة، اعتماداً على المكان الذي تحررت منه، حالياً يوضع حرف في نهاية رقم الموديل دالاً على المكان الذي يعود له الموديل. ('i' للعالمية، 'a' لأمريكا الشمالية، و'c' للصين. عادة ما يكون هناك نسخة واحدة لأمريكا الشمالية وأوروبا ونسخة مختلفة للسوق الآسيوية.) لكن لبعض الموديلات نسخ أخرى. تم أيضا تحرير العديد من موديلات الاسم التجاري«والك مان» تحت اسم آخر غير والك مان. وتختلف هذه الموديلات عن موديل والك مان بقليل.

## هواتف عالمية

### هواتف الـ Candybar
- سوني إريكسون D750i (نسخة خاصة من K750i إلى T-Mobile)
- سوني إريكسون F500i (نسخة خاصة من K500i إلى Vodafone)
- سوني إريكسون J100i/J100c/J100a
- سوني إريكسون J110i/J110c/J110a
- سوني إريكسون J120i/J120c
- سوني إريكسون J200i/J200c
- سوني إريكسون J210i/J210c
- سوني إريكسون J220i/J220c/J220a
- سوني إريكسون J230i/J230c/J230a
- سوني إريكسون J300i/J300c/J300a
- سوني إريكسون K200i/K200c/K200a
- سوني إريكسون K220i/K220c
- سوني إريكسون K300i/K300c/K300a
- سوني إريكسون K310i/K310c/K310a
- سوني إريكسون K320i
- سوني إريكسون K500i/K500c
- سوني إريكسون K506c
- سوني إريكسون K508i/K508c
- سوني إريكسون K510i/K510c/K510a
- سوني إريكسون K550i/K550c
- سوني إريكسون K550im (نسخة i-mode)
- سوني إريكسون K600 (هاتف جيل ثالث)
- سوني إريكسون K608 (هاتف جيل ثالث)
- سوني إريكسون K610i/K610c/K618i (هاتف جيل ثالث)
- سوني إريكسون K610im (i-mode)
- سوني إريكسون K700i/K700c
- سوني إريكسون K750i/K750c/K758c
- سوني إريكسون K790i/K790c/K790a
- سوني إريكسون K800i/K800c (هاتف جيل ثالث)
- سوني إريكسون K810i/K818c (هاتف جيل ثالث)
- سوني إريكسون T61d/T61ds/T61LX
- سوني إريكسون T62u
- سوني إريكسون T66
- سوني إريكسون T68/T68i/T68ie
- سوني إريكسون T100/T105
- سوني إريكسون T200/T202
- سوني إريكسون T206
- سوني إريكسون T226/T226s
- سوني إريكسون T230/T226m/T237/T238
- سوني إريكسون T290i/T290c/T290a
- سوني إريكسون T300
- سوني إريكسون T310/T312/T316
- سوني إريكسون T600
- سوني إريكسون T606 - هاتف سوني إريكسون واحد من اثنان فقط للـ CDMA (بعكس الـ GSM) في أمريكا الشمالية.
- سوني إريكسون T608 - هاتف سوني إريكسون واحد من اثنان فقط للـ CDMA (بعكس الـ GSM) في أمريكا الشمالية.
- سوني إريكسون T610/T616/T618
- سوني إريكسون T610 NZ
- سوني إريكسون T628/T630/T637
- سوني إريكسون V600i (هاتف جيل ثالث) (نسخة خاصة من K600i إلى Vodafone)
- سوني إريكسون V630i (هاتف جيل ثالث) (خاص لـ Vodafone)
- سوني إريكسون W200i/W200c/W200a
- سوني إريكسون W610i/W610c
- سوني إريكسون W660i
- سوني إريكسون W700i/W700c
- سوني إريكسون W800i/W800c
- سوني إريكسون W810i/W810c
- سوني إريكسون W880i/W888c (هاتف جيل ثالث)

### هواتف الـ Clamshell
هواتف الـ Clamshell (أيضاً تسمى flip phones)
- سوني إريكسون T39m/T39mc
- سوني إريكسون V800/Vodafone 802SE (هاتف جيل ثالث) (نسخة خاصة من Z800i إلى Vodafone)
- سوني إريكسون W300i/W300c
- سوني إريكسون W710i/W710c
- سوني إريكسون Z200/Z208
- سوني إريكسون Z300i/Z300c/Z300a
- سوني إريكسون Z310i/Z310a
- سوني إريكسون Z500a
- سوني إريكسون Z520i/Z520c/Z520a
- سوني إريكسون Z525a
- سوني إريكسون Z530i/Z530c
- سوني إريكسون Z550i/Z550c/Z550a
- سوني إريكسون Z558i/Z558c
- سوني إريكسون Z600/Z608
- سوني إريكسون Z610i (هاتف جيل ثالث)
- سوني إريكسون Z710i/Z710c
- سوني إريكسون Z750 (هاتف جيل ثالث)
- سوني إريكسون Z800i (هاتف جيل ثالث)
- سوني إريكسون Z1010 (هاتف جيل ثالث)

### هواتف Jackknife
تصميم محوري
- سوني إريكسون S700i/S700c
- سوني إريكسون S710a
- سوني إريكسون W550c/W550i/W600c/W600i
- سوني إريكسون W900i (هاتف جيل ثالث)

### هواتف Slider
- سوني إريكسون W580i/W580c
- سوني إريكسون W830i/W830c
- سوني إريكسون W850i (هاتف جيل ثالث)
- سونى اريكسون u10i

### الهواتف الذكية
- سوني إريكسون M600i/M608c (هاتف جيل ثالث)
- سوني إريكسون P800/P802
- سوني إريكسون P900/P908
- سوني إريكسون P910i/P910c/P910a
- سوني إريكسون P990i/P990c (هاتف جيل ثالث)
- سوني إريكسون W950i/W958c (هاتف جيل ثالث)
- سوني اريكسون SATIO (هاتف جي 3)

سلسلة إكس: هواتف إكسبيريا
- سوني اريكسون اكسبيريا Arc

## هواتف السوقاليابانية

### au
- سوني إريكسون W41S
- سوني إريكسون W42S
- سوني إريكسون W43S
- سوني إريكسون W44S
- سوني إريكسون W51S

### إن تي تي دوكومو
- سوني إريكسون SO505i
- سوني إريكسون SO505iS
- سوني إريكسون SO702i
- سوني إريكسون SO902i
- سوني إريكسون SO902iWP+
- سوني إريكسون SO903i
- سوني إريكسون SO903iTV
- سوني إريكسون RADIDEN
- سوني إريكسون premini-II

## خاص لـأومودمUSB نقال
- سوني إريكسون GC75e جي بي آر إس بطاقة حاسوب مودة
- سوني إريكسون GC79 جي بي آر إس/802.11b شبكة لاسلكية بطاقة حاسوب
- سوني إريكسون GC82 معدلات البيانات المحسنة لتطور نظام جي إس إم/جي بي آر إس بطاقة حاسوب
- سوني إريكسون GC83 معدلات البيانات المحسنة لتطور نظام جي إس إم/جي بي آر إس بطاقة حاسوب
- سوني إريكسون GC85 معدلات البيانات المحسنة لتطور نظام جي إس إم/جي بي آر إس بطاقة حاسوب
- سوني إريكسون GC89 معدلات البيانات المحسنة لتطور نظام جي إس إم/جي بي آر إس/802.11g شبكة لاسلكية بطاقة حاسوب
- سوني إريكسون GC95 النظام العالمي للاتصالات المتنقلة/معدلات البيانات المحسنة لتطور نظام جي إس إم/جي بي آر إس بطاقة حاسوب
- سوني إريكسون GC99 النظام العالمي للاتصالات المتنقلة/معدلات البيانات المحسنة لتطور نظام جي إس إم/جي بي آر إس/802.11g شبكة لاسلكية بطاقة حاسوب

## بلوتوث
- سوني إريكسون Akono HBH-300
- سوني إريكسون HBH-GV435
- سوني إريكسون Akono HBH-600
- سوني إريكسون Akono HBH-602
- سوني إريكسون Akono HBH-608
- سوني إريكسون HBH-610a
- سوني إريكسون Akono HBH-660
- سوني إريكسون Akono HBH-662
- سوني إريكسون HBH-PV705
- سوني إريكسون HBH-DS970 (Stereo)